# Aepinus
Aepinus est un petit cratère d'impact lunaire situé le long du limbe lunaire nord, très près du pôle nord de la Lune. Il se situe au sud-est et sur la couronne d'éjectas du cratère Hermite.

## Toponymie
Ce cratère est nommé par l'union astronomique internationale le 22 janvier 2009, ainsi qu'à 18 autres cratères. Il est nommé d'après l'astronome germano-russe Franz Aepinus.

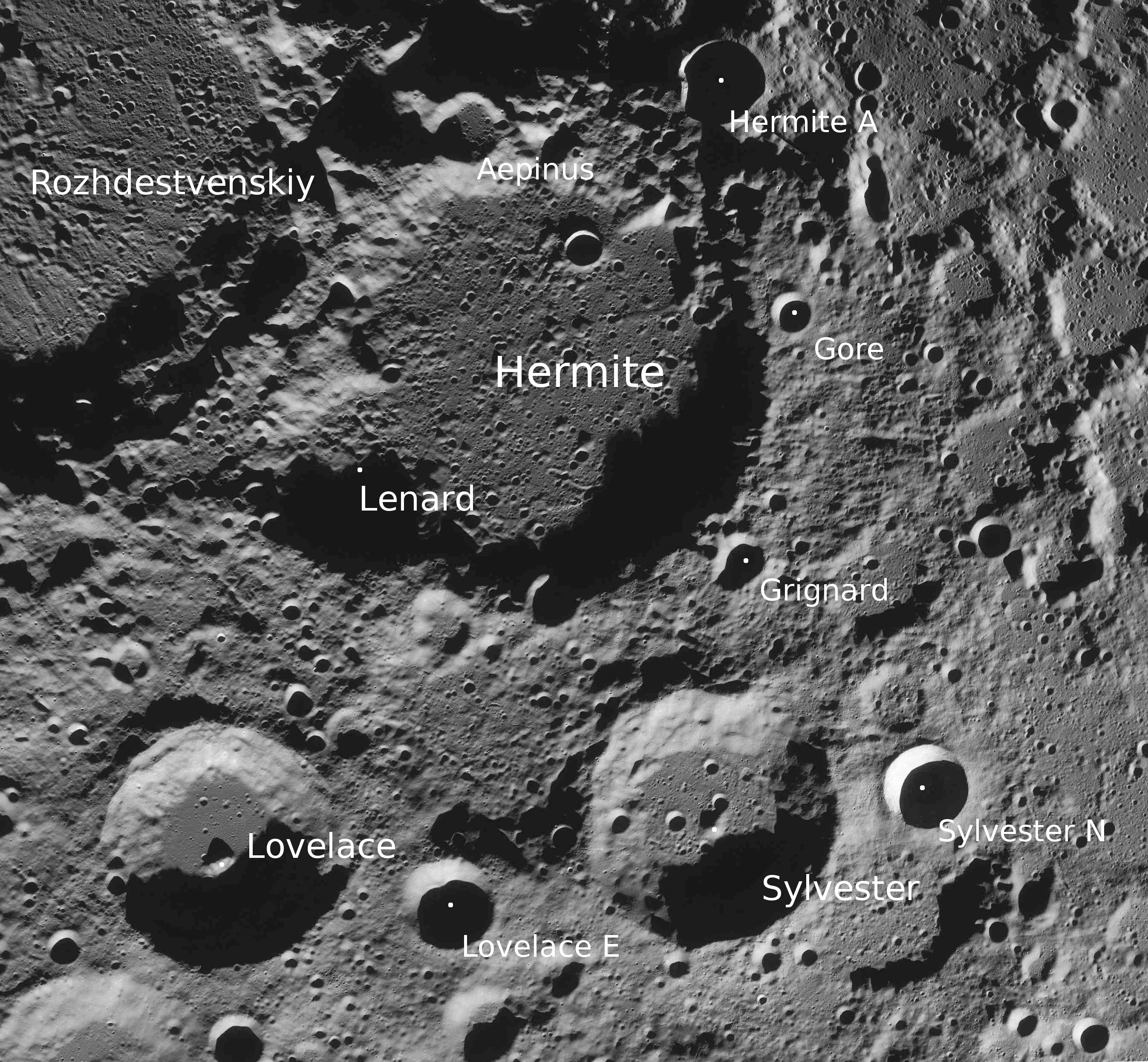
Aepinus et les cratères environants

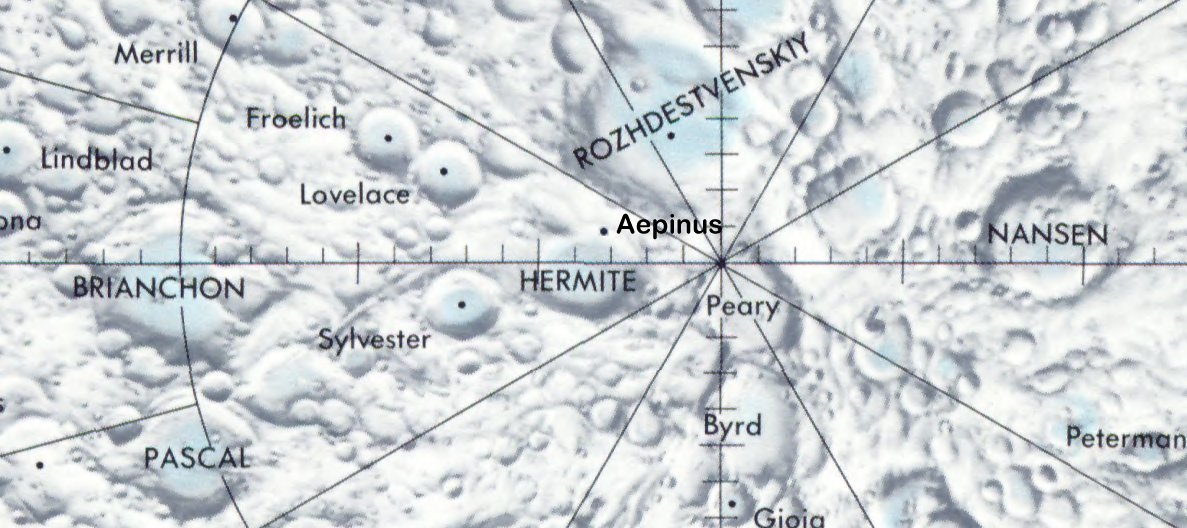
Les cratère est situé très prés du pôle nord